# Condado de Koszalin
Nota linguística: Não confundir hrabstwo (condado) com powiat (divisão administrativa)..
Koszalin (polaco: powiat koszaliński) é um powiat (condado) da Polónia, na voivodia da Pomerânia Ocidental. A sede do condado é a cidade de Koszalin. Estende-se por uma área de 1669,09 km², com 64 365 habitantes, segundo os censos de 2007, com uma densidade 38,6 hab/km².

## Divisões admistrativas
O condado possui:
Comunas urbana-rurais: Bobolice, Polanów, Sianów
Comunas rurais: Będzino, Biesiekierz, Manowo, Mielno, Świeszyno
Cidades: Bobolice, Polanów, Sianów

## Demografia
População (dados de 30 de Junho de 2005):
|          | Total   | Total | Mulheres | Mulheres | Homens  | Homens |
| -------- | ------- | ----- | -------- | -------- | ------- | ------ |
|          | pessoas | %     | pessoas  | %        | pessoas | %      |
| Total    | 63 766  | 100   | 32 084   | 50,3     | 31 682  | 49,7   |
| Cidades  | 13 996  | 100   | 7165     | 51,2     | 6831    | 48,8   |
| Povoados | 49 770  | 100   | 24 919   | 50,1     | 24 851  | 49,9   |